# Catedral de San Juan (Varsovia)
La archicatedral de San Juan en Varsovia (en polaco: Archikatedra św. Jana w Warszawie) es una iglesia católica en la Ciudad Vieja de Varsovia. Se levanta justo a continuación de la Iglesia jesuita y es una de las iglesias más antiguas de la ciudad y sede episcopal de la arquidiócesis de Varsovia. Es una de las tres catedrales de la ciudad, pero la única con la condición de Archicatedral. San Juan es uno de los patrones nacionales de Polonia y ha sido incluida, junto con la ciudad, como Patrimonio de la Humanidad por la UNESCO.

## Historia
Edificada originalmente en el siglo XIV en estilo gótico mazoviano, la catedral sirvió como sede de coronación y panteón para numerosos duques de Mazovia.
La Archicatedral estaba conectada con el Castillo Real de Varsovia por un paso elevado de 80 metros de longitud construido por la reina Ana Jagellón a finales del siglo XVI y ampliado en la década de 1620 tras el intento fracasado de Michał Piekarski de asesinar al rey de Polonia Segismundo III frente a la catedral.

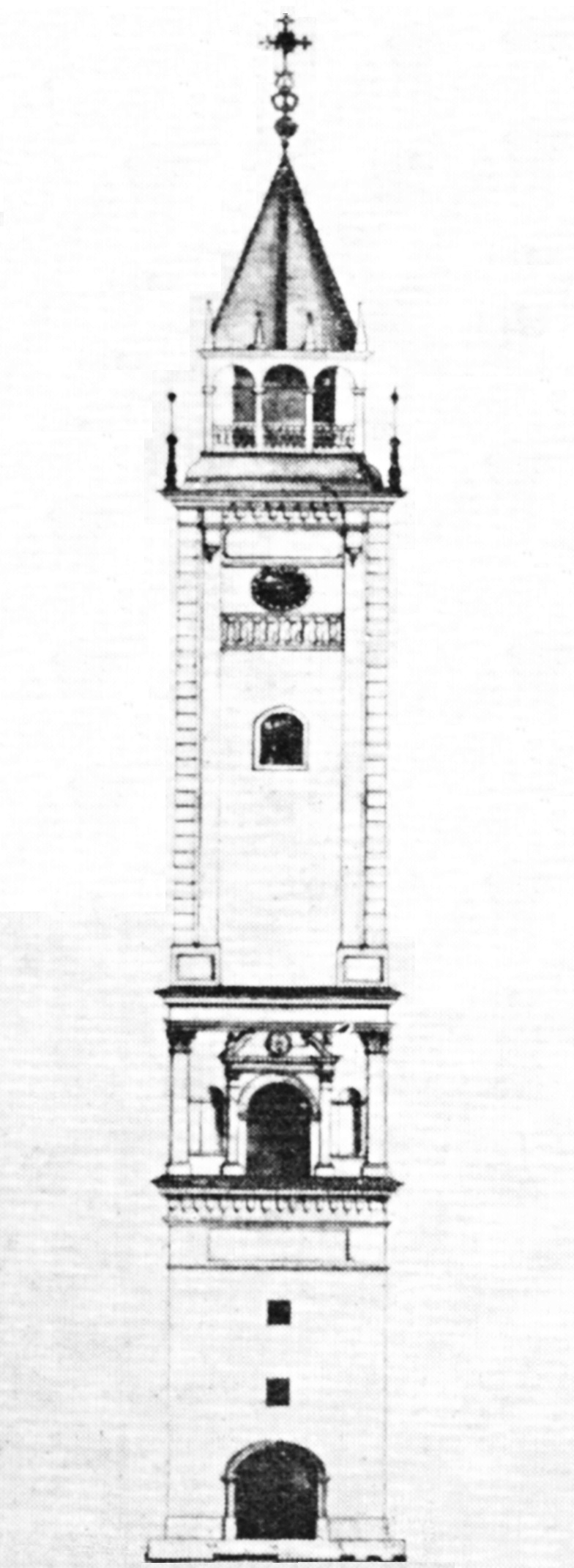
Torre de Juan III Sobieski, construida en 1688–1692

Tras la aprobación de la Constitución del 3 de mayo en 1791, al final de la sesión en el Castillo Real, el rey Estanislao II Poniatowski repitió el juramento de la Constitución frente al altar. Igualmente, los Mariscales del Gran Sejm fueron llevados a la Archicatedral a hombros de los entusiastas miembros del Parlamento.
La iglesia ha sido reconstruida en numerosos ocasiones, especialmente durante el siglo XIX. Esta última reconstrucción se mantuvo hasta la Segunda Guerra Mundial, como ejemplo del neogótico inglés.
En 1944 durante el Levantamiento de Varsovia, la catedral fue escenario de enfrentamientos entre los insurgentes y el ejército alemán. Los alemanes consiguieron introducir un tanque cargado de explosivos en la Catedral y una gran explosión destruyó gran parte del edificio. Tras el colapso del alzamiento, los grupos de destrucción del ejército alemán hicieron detonar explosivos en el interior de la catedral, destruyendo el 90% de sus muros.
La catedral fue reconstruida tras la guerra. El exterior se basa en la apariencia probable del siglo XIV, a partir de las ilustraciones realizadas por Frans Hogenberg y Abraham Boot en el siglo XVII.

## Interior

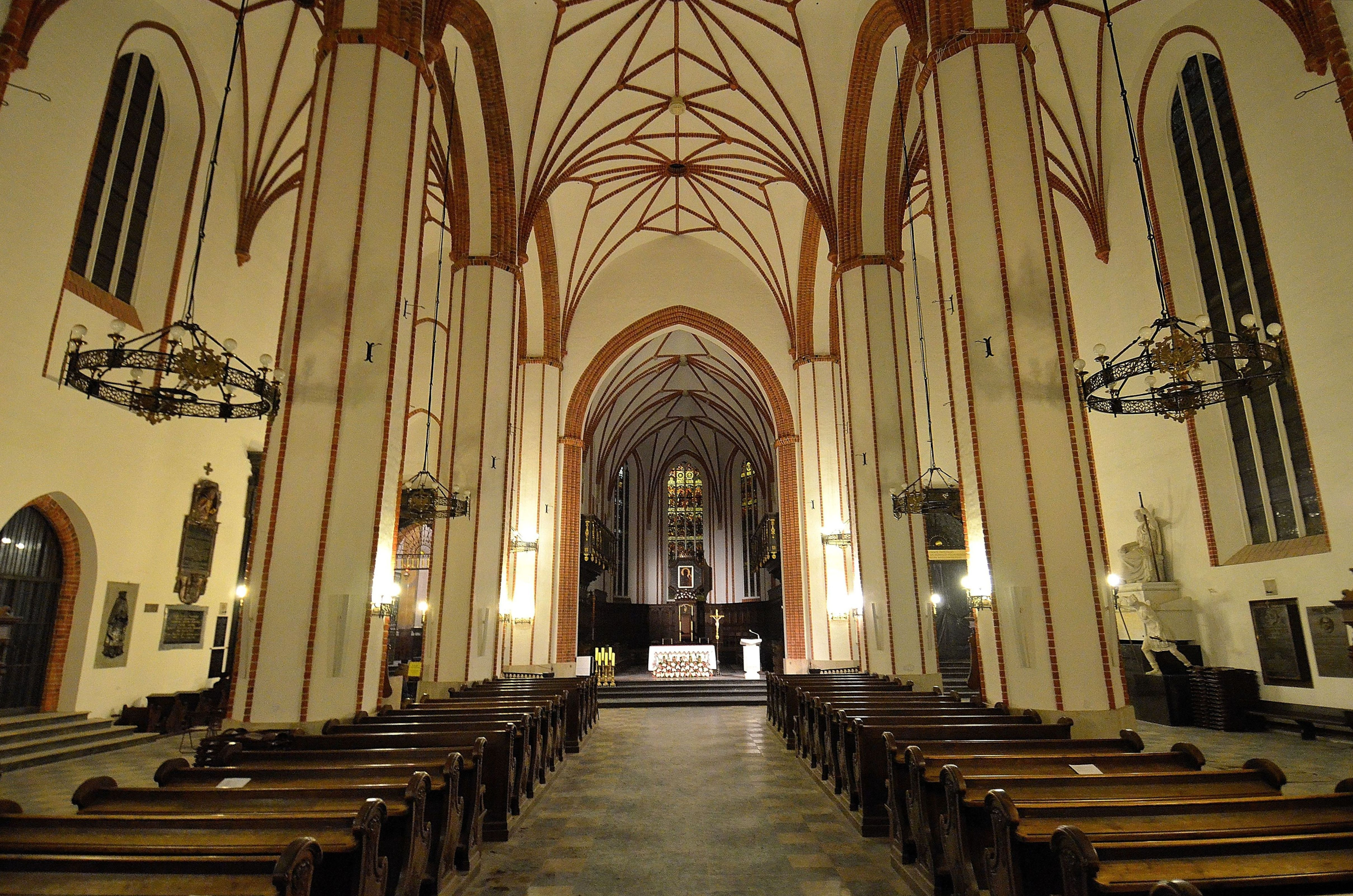
Interior de la catedral

La profusa decoración barroca de comienzos del siglo XVII y la magnífica pintura de Palma il Giovane de la Virgen y el Niño con San Juan Bautista y San Estanislao fueron destruidas durante los bombardeos alemanes del 17 de agosto de 1944. El resto de la iglesia fue demolida por los alemanes en noviembre de ese mismo año. Únicamente sobrevivió uno de los muros del edificio. Esta destrucción de uno de los monumentos nacionales polacos formó parte del plan de destrucción de Varsovia, que se había iniciado oficialmente tras el colapso del Levantamiento de Varsovia.
La pintura de la Virgen con el niño fue creada en 1618 por Segismundo III especialmente para ocupar el altar central de la Catedral. Confiscada por Napoleón Bonaparte, fue llevada a París. En la década de 1820 fue recuperada por las autoridades de Varsovia tras el Congreso de Viena.
Entre las esculturas perdidas durante los bombardeos alemanes, la más destacable fue un busto de mármol de Jan Franciszek Bieliński, voivoda de Malbork (fallecido en 1685), obra de  Jean-Joseph Vinache.

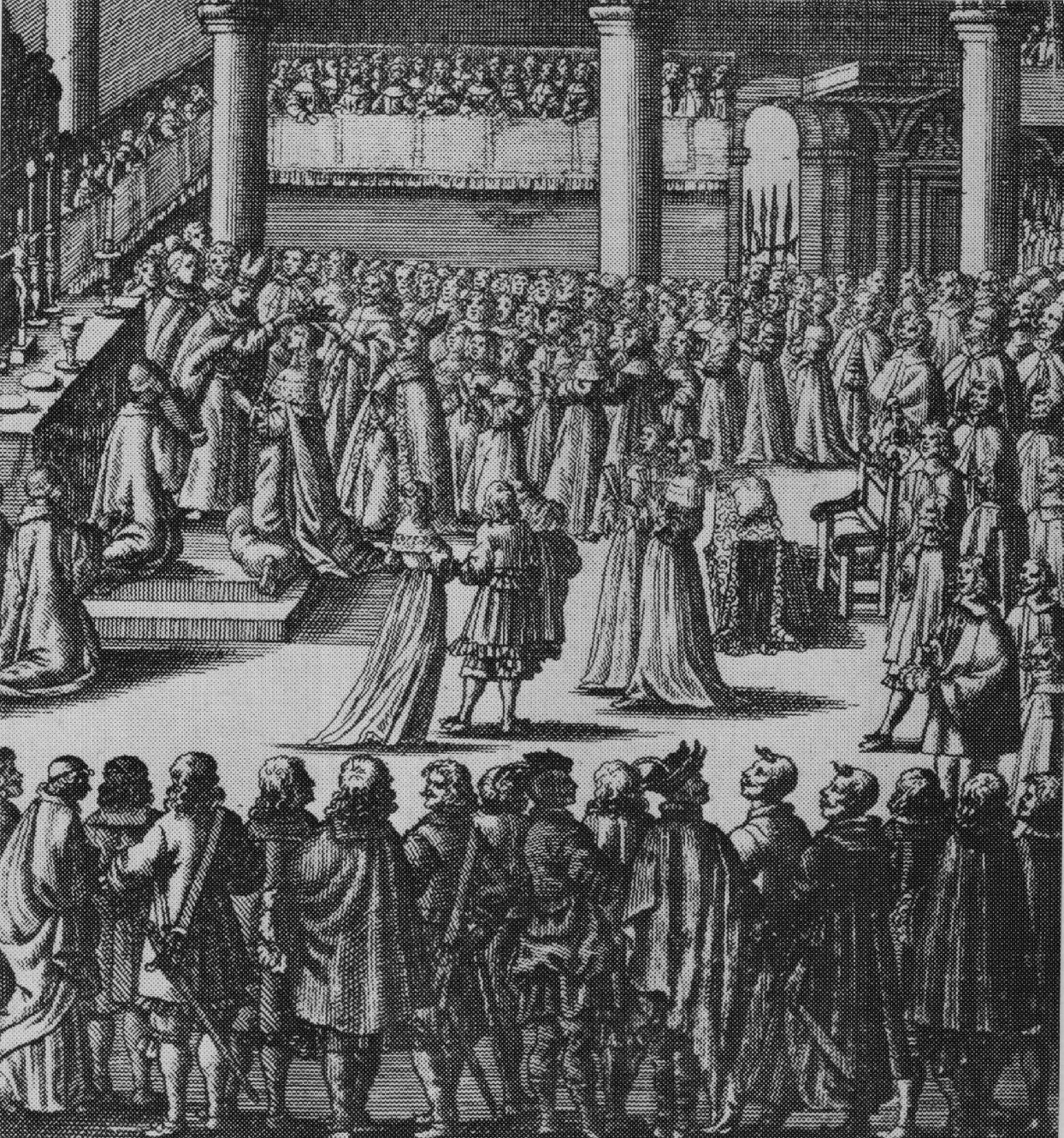
Coronación de la reina Eleonora Wiśniowiecka en la Catedral de San Juan en 1670.

El diseño interior de la reconstrucción difiere considerablemente de su aspecto anterior, tomando como modelo la sobria apariencia gótica, ya que muy pocos elementos decorativos de la catedral han sobrevivido. Es un edificio de tres naves con dos altares en la nave principal situados a la misma altura. A la derecha desde el frente se sitúa un campanario y, bajo él, un pasaje hacia la calle Dziekania. Hay también un púlpito construido en 1959, diseñado por Józef Trenarowski y una réplica del coro barroco original, fundado por el rey Juan III Sobieski. Existen también varias capillas, tumbas y epitafios. A la izquierda existen también varias casillas. Desde el altar principal:
- Capilla Baryczka, al final del altar izquierdo: Contiene un valioso crudifijo de madera, considerado como el más precioso objeto litúrgico de la catedral; fue traído desde Nuremberg en 1539 por el mercader Jerzy Baryczka,[3]
- Capilla de Cristo Azotado: La más antigua de la catedral, data del siglo XV.
- El Baptisterio, de 1631
- Capilla de Juan Bautista
- Capilla de San Estanislao, siglo XV.
- Entre los elementos reconstruidos esta el altar rococó en la Capilla de la Inmaculada, llamada Capilla literaria con una efigie de la Virgen María procedente de la destruida Iglesia de San Andrés en la Plaza del Teatro, del siglo XVII.[6]

Las pinturas que una vez pertenecieron a los reyes polacos Juan II Casimiro Vasa, Miguel Korybut Wisniowiecki y Juan III Sobieski fueron usadas durante las batallas.

## Enterramientos

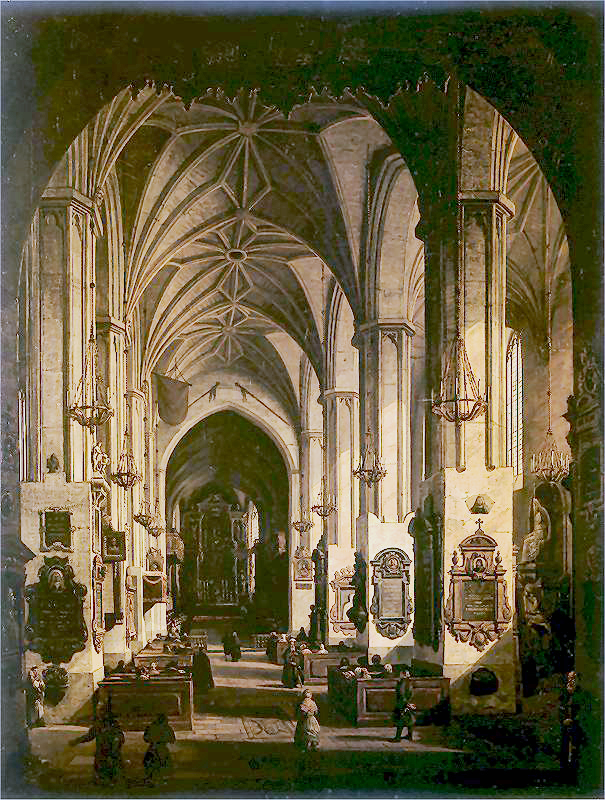
Interior de la catedral, 1836, pory Marcin Zaleski

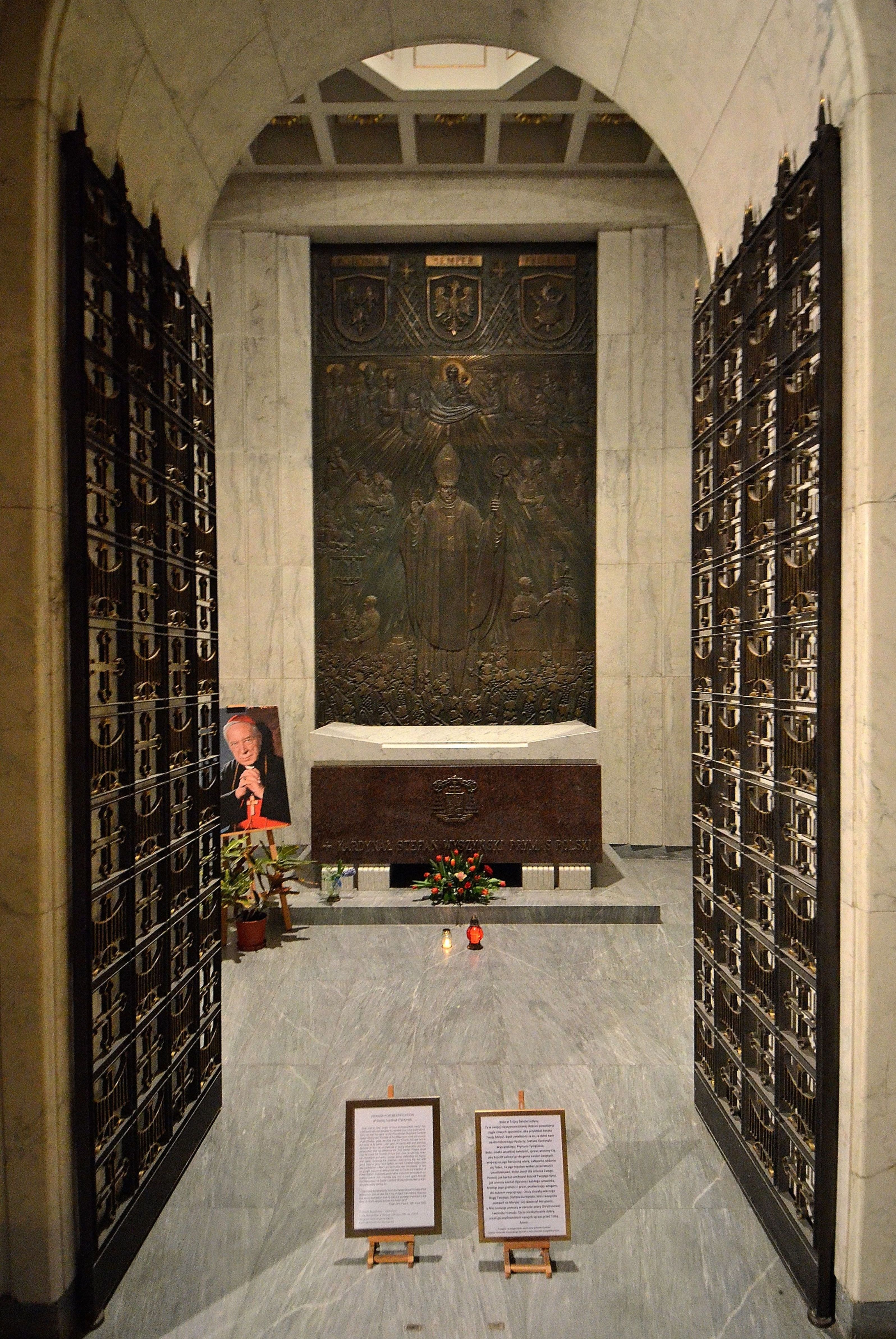
Mausoleo del Cardenal Wyszyński

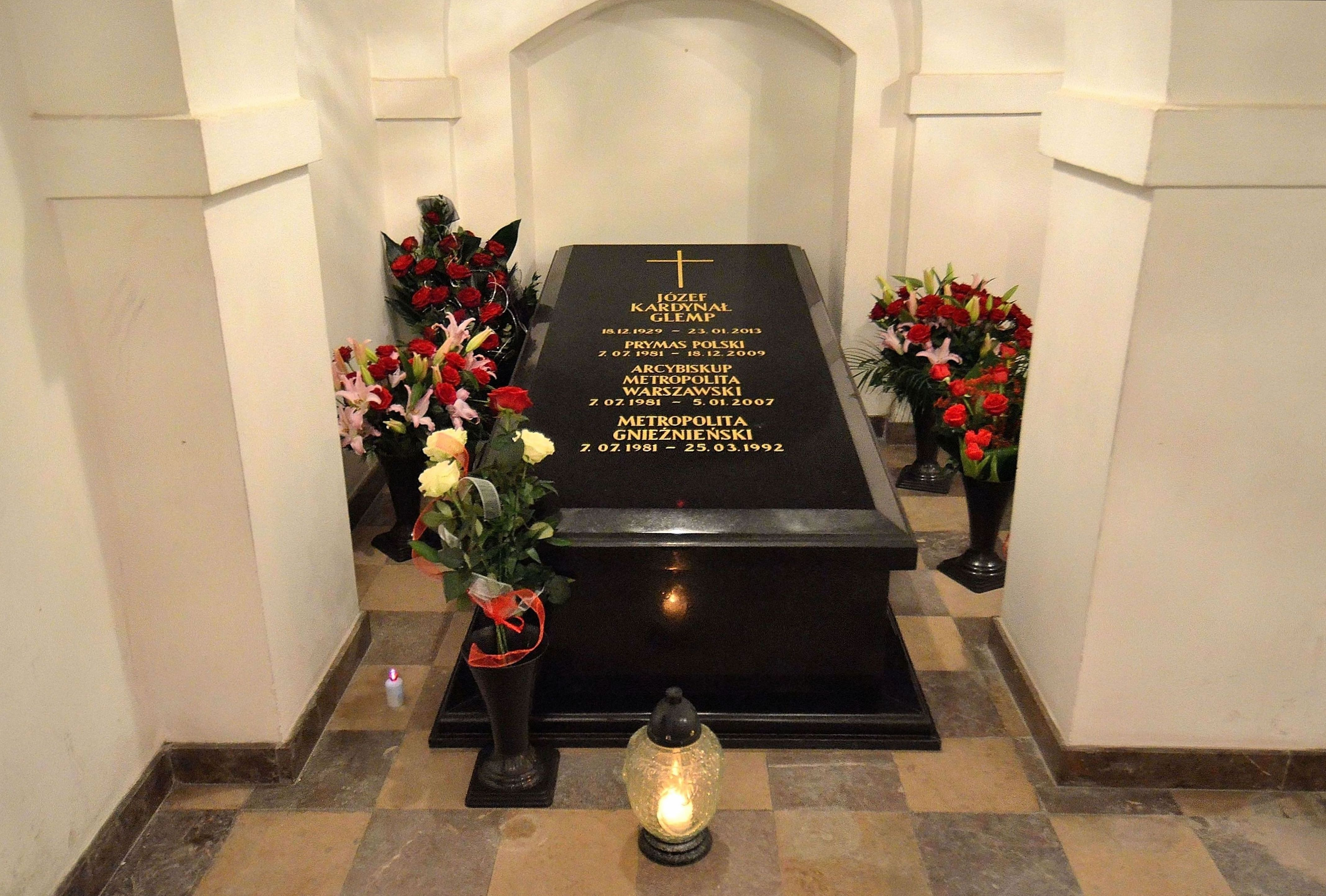
Tumba del Cardenal Glemp

En la cripta bajo el altar principal descanan los restos de personalidades notables como:
- Duques de Mazovia:
  - Estanislao I de Mazovia
  - Janusz III
- Rey Estanislao II Poniatowski, último monarca polaco
- Adam Kazanowski
- Compositores y músicos de la Capilla Real de Vasa, como Asprillo Pacelli, cuya magnífico epitafio en mármol negro con el busto del compositor fue reconstruido tras la guerra.
- El estadista Stanisław Małachowski, cuyo monumento en mármol blanco fue diseñado por Bertel Thorvaldsen (destruido el 21 de agosto de 1944, cuando un tanque alemán lleno de explosivos chocó contra la pared sur de la catedral; reconstruido en 1965)[7]
- Pintor Marcello Bacciarelli
- Escritor Henryk Sienkiewicz
- Presidentes de Polonia:
  - Gabriel Narutowicz
  - Ignacy Mościcki
- Primer ministro y compositor Ignacy Jan Paderewski
- General Kazimierz Sosnkowski
- Primados:
  - August Hlond
  - Józef Glemp
  - Stefan Wyszyński

## Galería

### Imágenes históricas

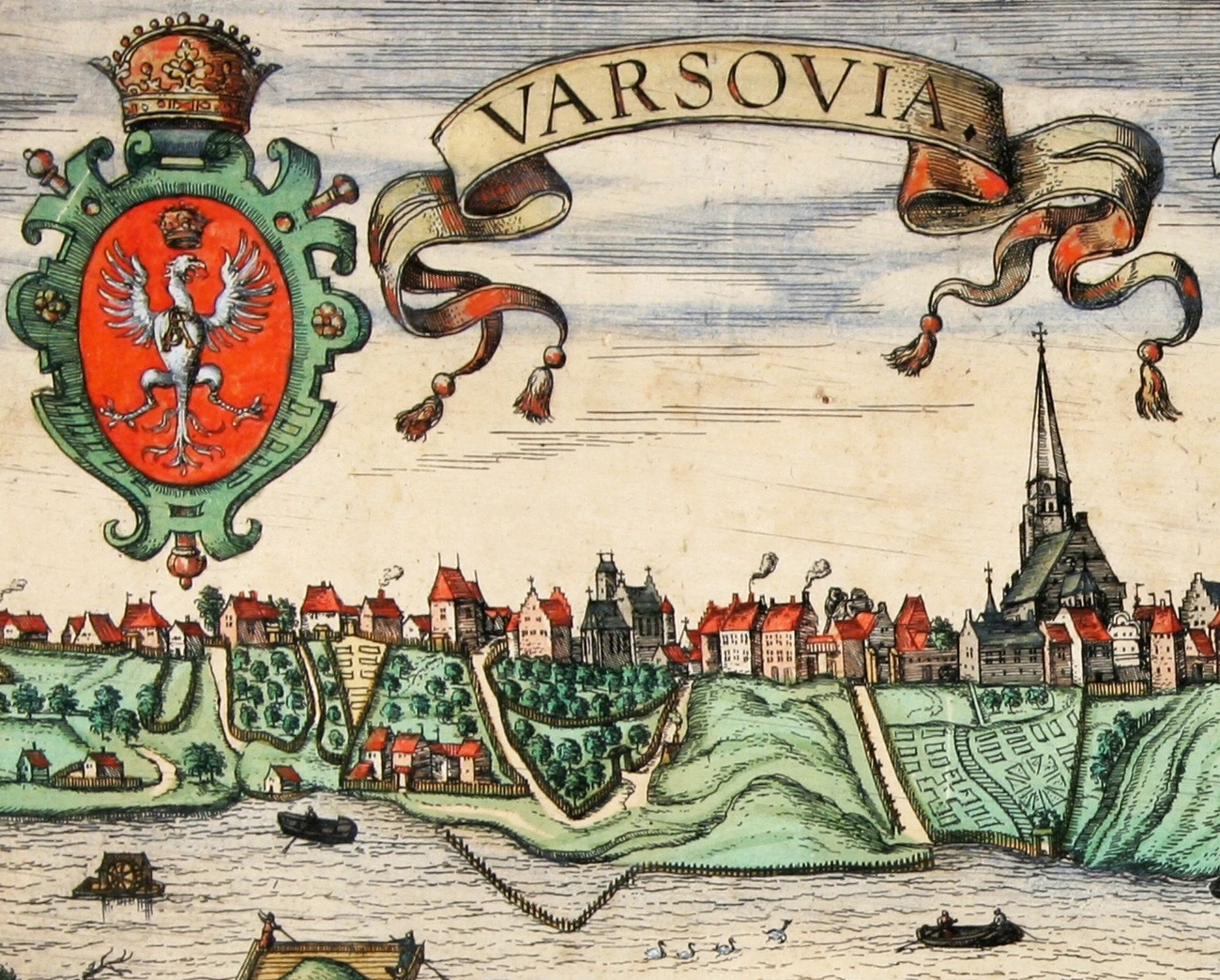
Varsovia, a finales del siglo XVI, por Frans Hogenberg.
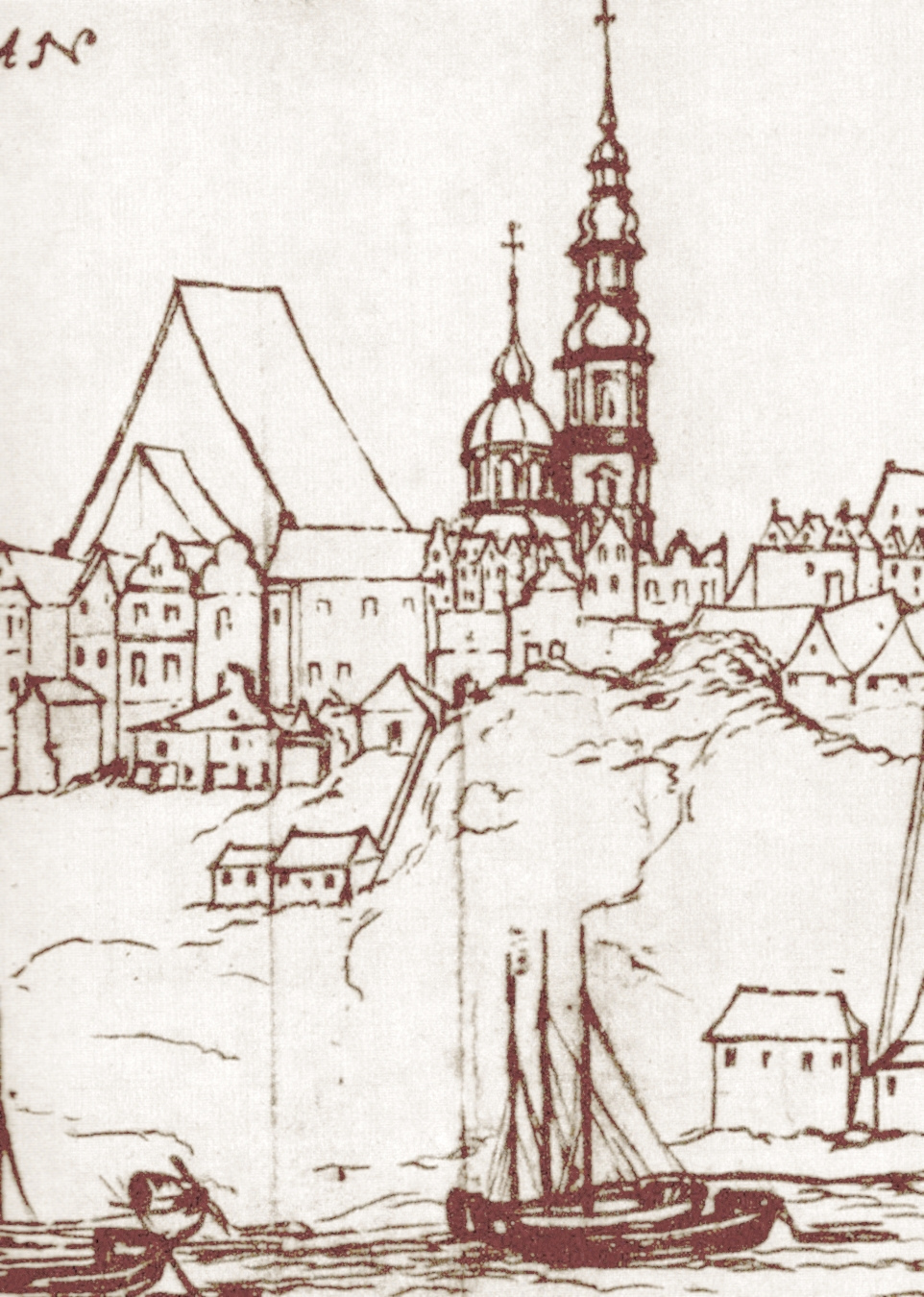
Catedral de San Juan (izquierda) e Iglesia Jesuita de Varsovia, 1627.
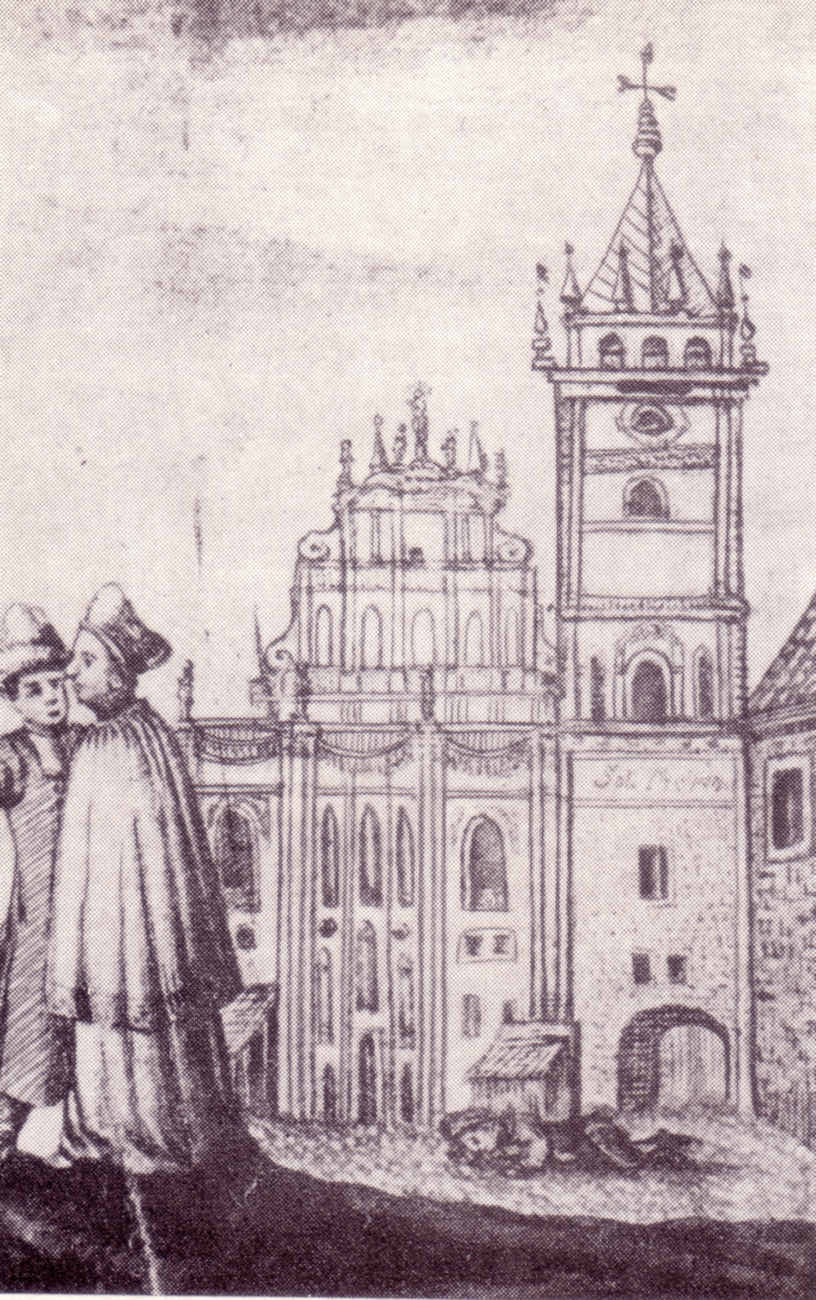
Catedral y torre de Sobieski. Principios del siglo XVIII
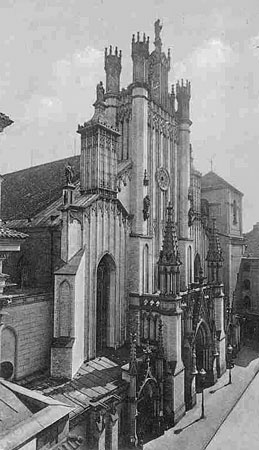
Foto de la Catedral antes de la guerra, con la típica fachada neogótica.

### Esculturas

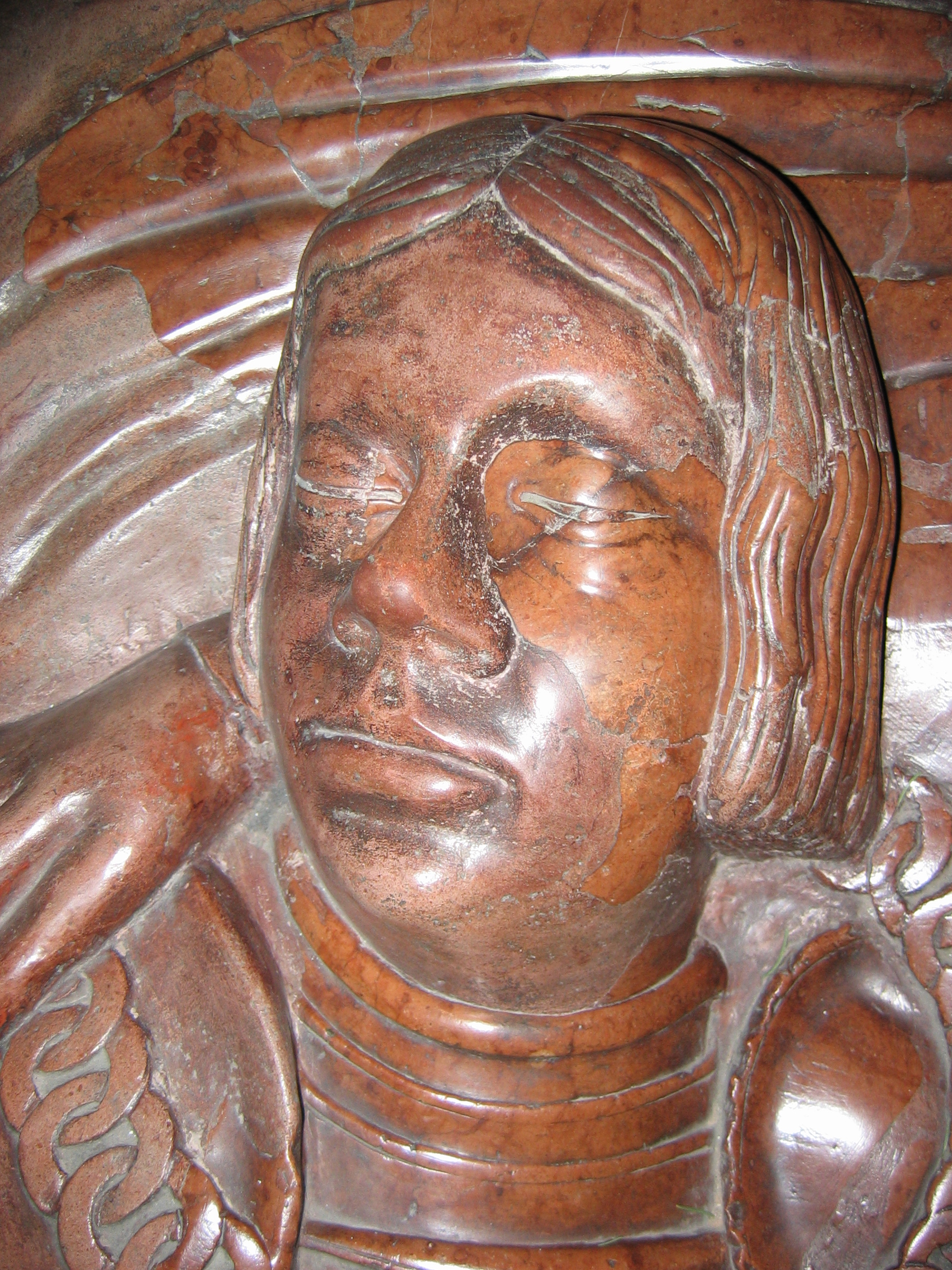
Efigie del duque Janusz III de Mazovia, por Bernardino Zanobi de Gianotis, 1528-30.
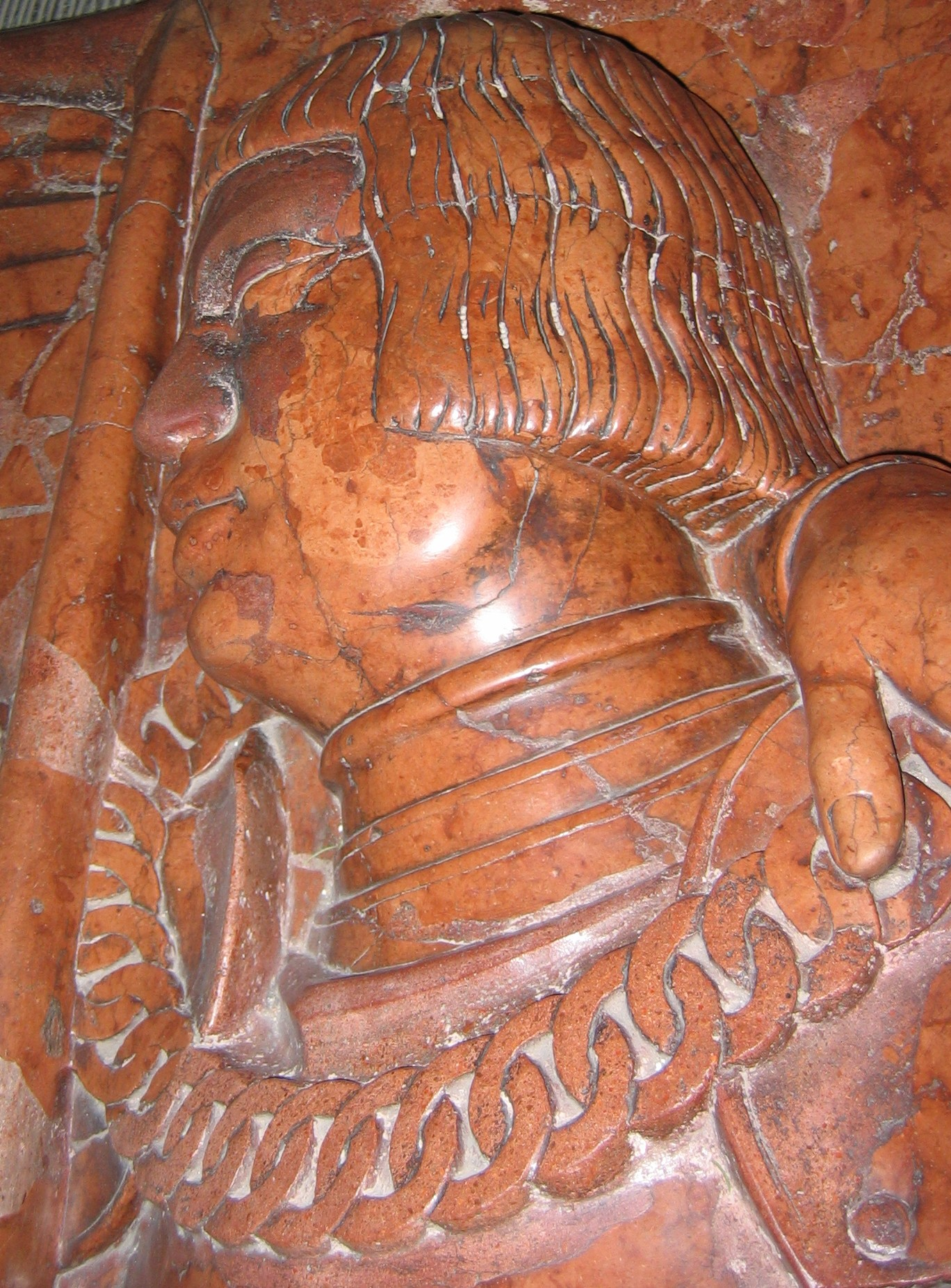
Efigie del Duque Estanislao I de Mazovia. Encargada en 1526 por  Anna de Mazovia .
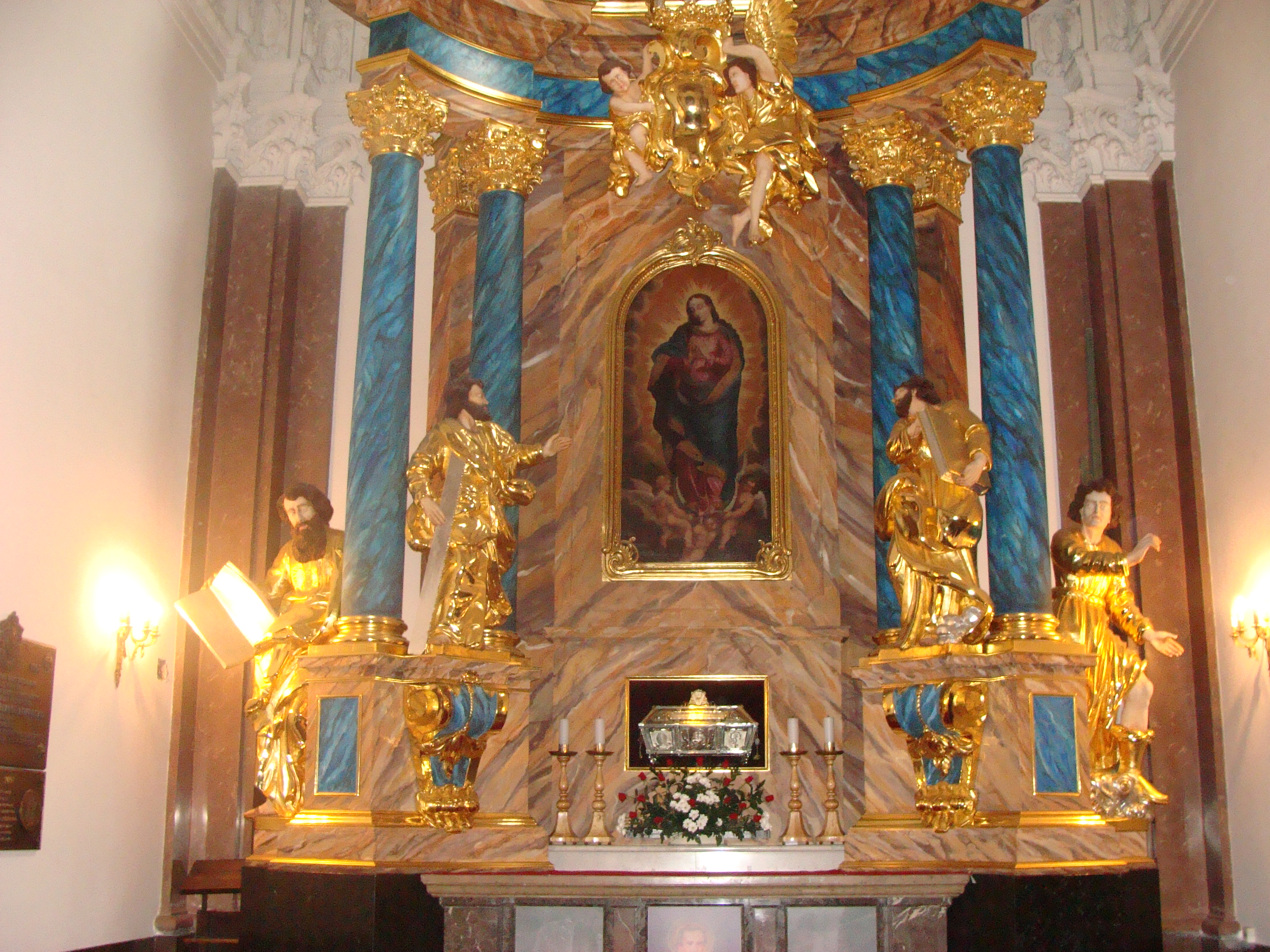
Capilla Rococó de la Inmaculada con efigie de la Virgen María.
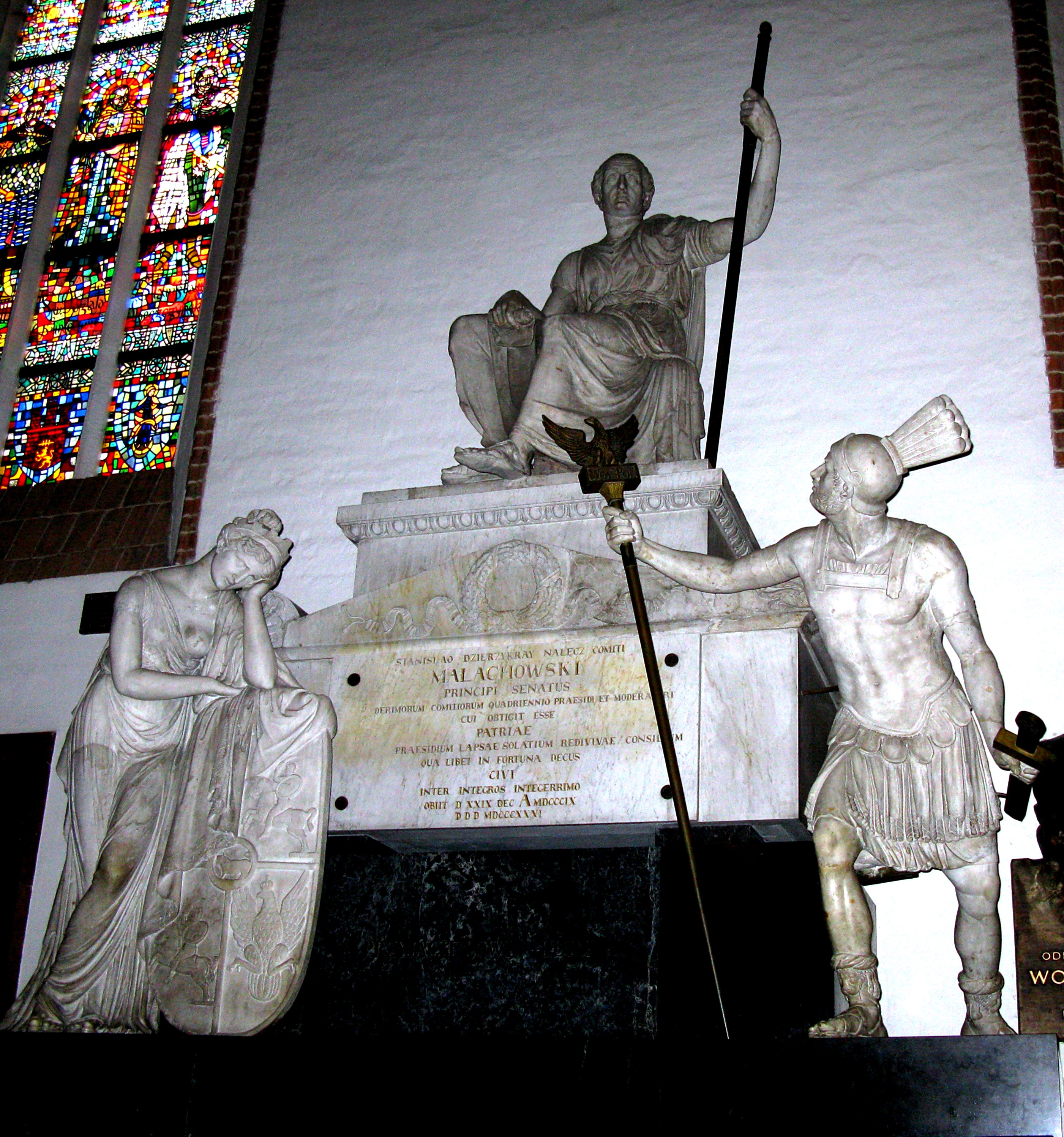
Monumento a Estanislao Małachowski, hecho en Roma por François Laboureur, según diseño de Bertel Thorvaldsen.